# Reinhard Eiben
Reinhard Eiben (Crossen 4 december 1951) is een Oost-Duits kanovaarder gespecialiseerd in slalom. 
Eiben werd in 1972 olympisch kampioen op de slalom in de C-1. In 1973 werd Eiben wereldkampioen in de C-1. Met het Oost-Duitse ploeg won Eiben één gouden en twee zilveren medaille op de wereldkampioenschappen.

## Belangrijkste resultaten

### Olympische Zomerspelen
| Editie | Plaats  | Resultaten |
| ------ | ------- | ---------- |
| 1972   | München | C-1 Slalom |

### Wereldkampioenschappen kanoslalom
| Jaar | Plaats              | Resultaten                       |
| ---- | ------------------- | -------------------------------- |
| 1971 | Alpe di Mera        | 13e C-1 Slalom                   |
| 1973 | Muotathal           | C-1 Slalom · C-1 Slalom team     |
| 1975 | Skopje              | 12e C-1 Slalom · C-1 Slalom team |
| 1977 | Spittal an der Drau | 8e C-1 Slalom · C-1 Slalom team  |

1972: Reinhard Eiben ·
1992: Lukáš Pollert ·
1996: Michal Martikán ·
2000: Tony Estanguet ·
2004: Tony Estanguet ·
2008: Michal Martikán ·
2012: Tony Estanguet ·
2016: Denis Gargaud Chanut ·
2020: Benjamin Savšek ·
2024: Nicolas Gestin